# Chilo (Ohio)
Pour les articles homonymes, voir Chilo.
Chilo est un village américain situé dans le comté de Clermont, dans l’Ohio. Selon le recensement de 2010, sa population est de 63 habitants.